# Вокер, Гертруда
Гертруда Вокер (нем. Gertrud Woker; 16 декабря 1878, Берн, — 13 сентября 1968, Марин-Эпанье) — швейцарская активистка движения за мир, химик и борец за права женщин.

## Биография
Была дочерью профессора старокатолического богословия и истории Филиппа Вокера. С 1900 года изучала органическую химию в Бернском университете, и в 1903 году защитила докторскую диссертацию по теме «Синтез 3,4-диоксифлавона». В 1907 году получила право преподавания в высшей школе и стала первой женщиной-приват-доцентом химии в немецкоязычных высших учебных заведениях. По случаю вступления в должность Вокер прочла лекцию «Проблемы исследования катализа», очертившую круг её будущих научных интересов.
С началом Первой мировой войны включилась в антивоенное движение, и главной темой её деятельности стала борьба против химической войны. Начав с листовок, в дальнейшем Вокер все более разнообразила формы данного протеста. Наряду с этим она действовала в области прав для женщин, в частности, требуя предоставления женщинам права голоса. В 1915 году стала соучредителем Международного комитета женщин за прочный мир, позднее переименованного в Международную женскую лигу за мир и свободу (МЖЛМС), а также явилась одной из основательниц швейцарского отделения МЖЛМС.
Стала одним из пионеров биохимии и в 1933 году за свои новаторские работы получила звание экстраординарного профессора, несмотря на неодобрение научным сообществом своей пацифистско-политической деятельности.
В том же году в Германии нацистами была сожжена её книга Der kommende Gift- und Brandkrieg und seine Auswirkungen gegenüber der Zivilbevölkerung.
Также Вокер принимала участие в деятельности католической церкви и занималась искусством.
С 1957 года руководила швейцарским отделением МЖЛМС.
В честь Вокер названы улицы в Берне и Дюссельдорфе.

## Избранные сочинения
- Skizzen. — Bern: Sturzenegger, 1902.
- Die Katalyse. Allgemeiner Teil: 1910.
- Die Katalyse. Spez. Teil 1: Anorganische Katalysatoren, 1916.
- Die Katalyse. II. Teil: Biologische Katalysatoren, 1924—1931.
- Über Giftgase (Vortrag, gehalten beim Kongreß der I.F.F.F. in Washington, Mai 1924)
- Wissenschaft und wissenschaftlicher Krieg. — Zürich: Schweiz. Zentralstelle f. Friedensarbeit, 1925.
- Der kommende Giftgaskrieg. — Leipzig: Ernst Oldenburg Verlag, 1925.
- Selbstbiografie. — Führende Frauen Europas. In sechzehn Selbstschilderungen. — München, 1928.
- Giftgas und Tiere. — Zürich: Zentralstelle für Friedensarbeit. 1928.
- Hidigeigeis Ende. — Zürich: Zentralstelle für Friedensarbeit. 1929.
- Der kommende Gift- und Brandkrieg und seine Auswirkungen gegenüber der Zivilbevölkerung. — Leipzig: Ernst Oldenburg Verlag, 1932.
- Bericht über biologischen Krieg. 1949.
- Massenvernichtungs-Waffen, 1952.
- An die Ewiggestrigen. — Zürich (Genossenschaftsdruck), um 1956.
- Die Chemie der natürlichen Alkaloide. — Stuttgart: F. Enke, 1956.
- Atomic Energy and alternative sources of power. — Genf: Women’s International League for Peace and Freedom, 1957.
- Atomaufrüstung auch in der Schweiz? — Zürich: Pazifistische Bücherstube, 1958.
- Rettet die Menschheit! Ansprache an dem am 6. Mai 1962 im «Hirschen» in Lörrach stattgefundenen Deutsch-Französisch-Schweizerischen Friedenstreffen, 1962.
- Wie steht es mit der Achtung vor dem menschlichen Leben?, 1963.